# Fraumünsterkirche Fritzlar

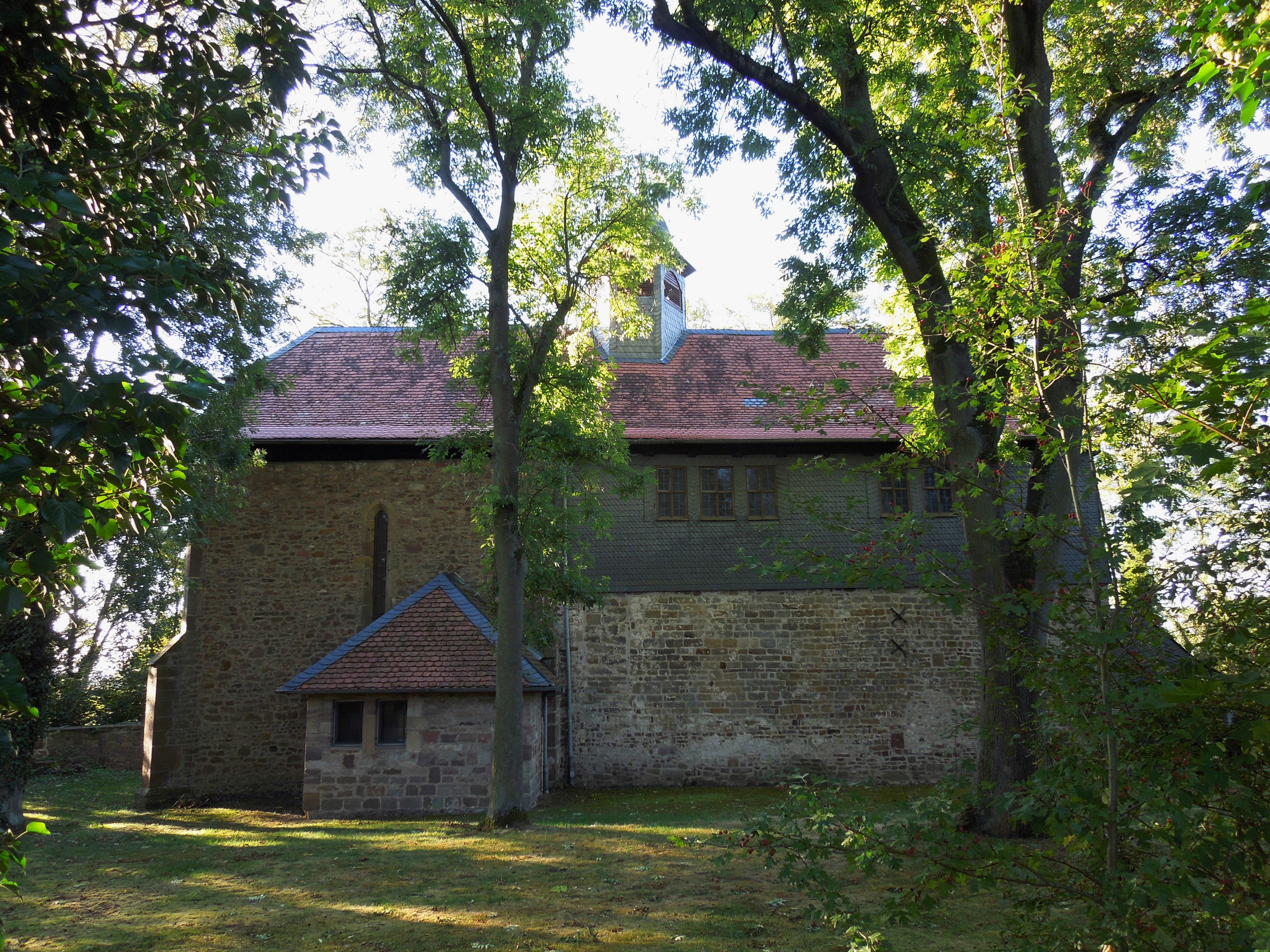
Die Fraumünsterkirche

Die Fraumünsterkirche steht etwas östlich der Altstadt von Fritzlar und ist erstmals 1260 bekundet. Sie mag Teil eines kurzlebigen Nonnenklosters gewesen sein; darauf weisen der Name als auch einige Dokumente aus dem frühen 14. Jahrhundert hin. Dies ist jedoch nicht bewiesen und wird heute eher bezweifelt.

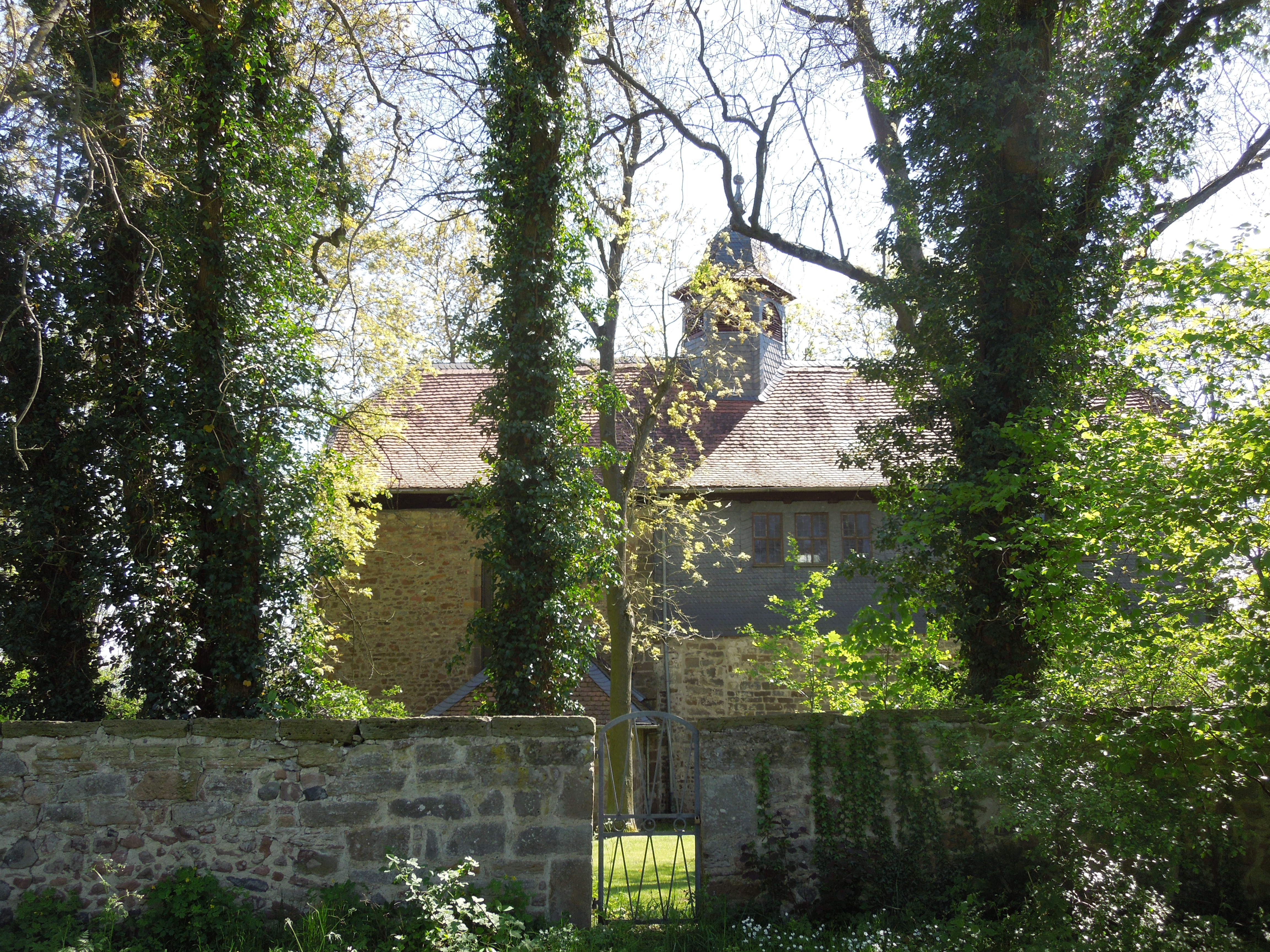
Die Fraumünsterkirche

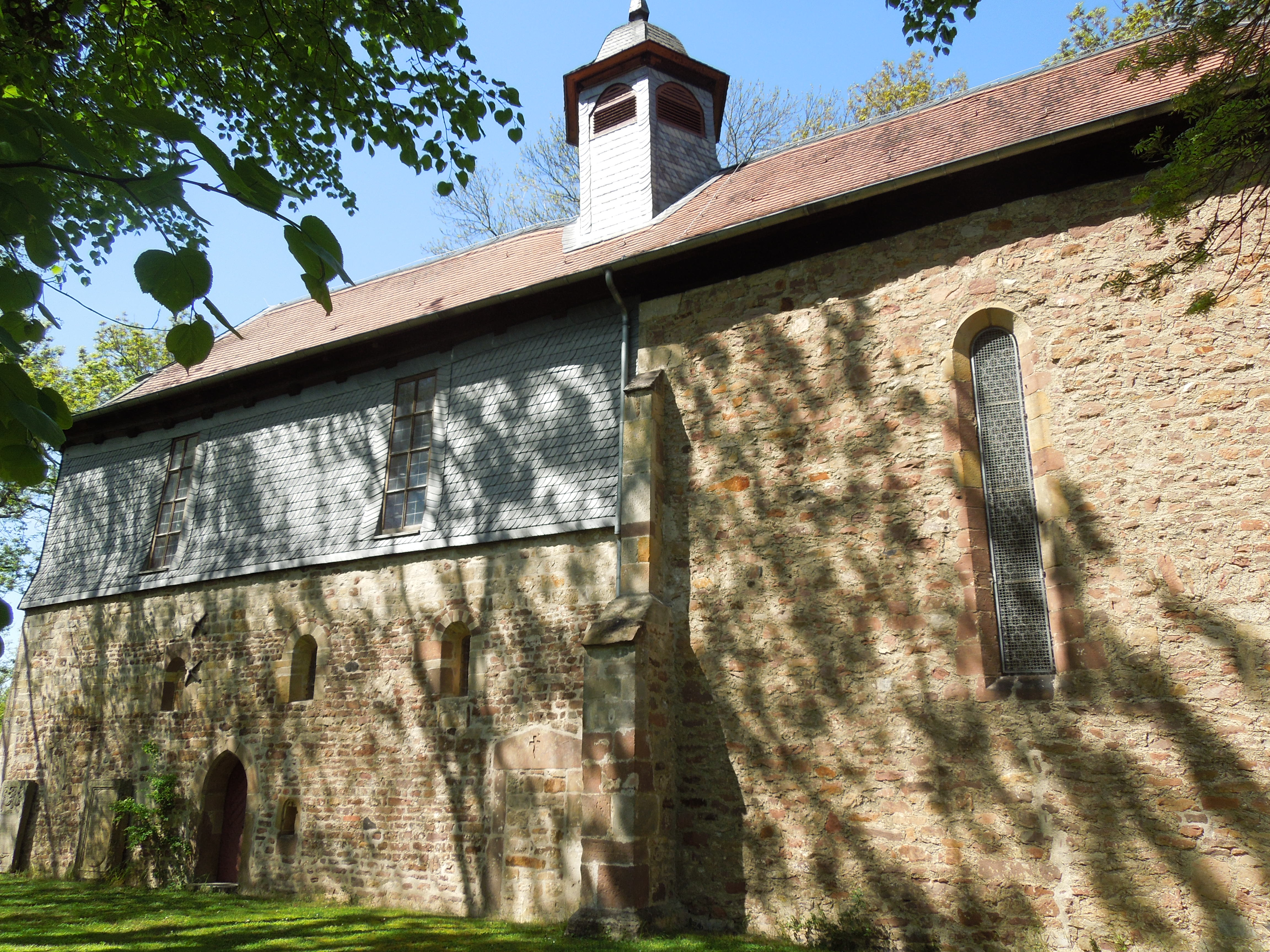
Die romanischen Teile der Fraumünsterkirche

## Anlage
Die kleine, der hl. Maria geweihte Kirche ist ein gotisches Gebäude mit romanischen Mauerresten. Die Südmauer des rechteckigen Schiffs enthält weitgehend erhaltene romanische Reste mit Rundbogenfenstern und einem vermauerten romanischen Portal mit Giebelsturz, jedoch mit Veränderungen aus dem 12. Jahrhundert und der Spätgotik. Der quadratische Chor wurde im 13. Jahrhundert ausgebaut und enthält Spuren eines ehemaligen Kreuzrippengewölbes sowie hochgotische Fresken aus dem 13. und angehenden 14. Jahrhundert; sie zeigen die Anbetung der drei Könige, die Kreuzigung Christi mit Maria und Johannes, und Christus als Weltenrichter. Die Sakramentsnische und der Taufstein stammen aus dem 14. Jahrhundert.
Die Kirche wurde im Dreißigjährigen Krieg schwer zerstört und erst ab 1675 wieder hergerichtet. Aus dieser Zeit stammt das oben im Chor befindliche hessische Wappen mit einer Inschrift zur Wiederherstellung der Kirche. 1676 wurde der verbliebene Steinbau durch einen Fachwerkaufbau erhöht, mit beidseitig angewalmtem Dach und einem sechsseitigen Dachreiter mit Zopfdach. Um 1700 wurde eine Empore in den Innenraum des Schiffs eingebaut. Der von Jacob Hein geschaffene Orgelprospekt aus der Spätrenaissance von 1630 wurde 1830 aus der Fritzlarer Minoritenkirche hierher gebracht; die heutige Orgel selbst wurde erst 1962/63 eingebaut. An der Westwand steht die Grabplatte des Ritters Philipp von Wildungen († 1544). Im Dachreiter befindet sich eine kleine Glocke im Ton g2, die bei Gottesdiensten und Veranstaltungen per Handseil geläutet wird.
1962/63 erfolgte eine erste Restaurierung und 1991–1996 eine grundlegende Sanierung des Gebäudes.
Der gesamte Kirchenbereich ist von einer hohen Mauer aus dem Jahr 1731 mit barocken Torpfosten umschlossen. Im Kirchhof liegt neben einem Steinkreuz ein etwa fußhoher Vogtstein, der die Gerichtsstätte des hier vom 13. bis zum Beginn des 19. Jahrhunderts bestehenden Freibauerngerichts kennzeichnet.

## Geschichte
Die Kirche wurde 1260 erstmals urkundlich erwähnt, als sie unter dem Patronat der Grafen von Ziegenhain stand.  1340 traten diese die Kirche an das Petersstift Fritzlar ab. 1377 wurde in ihr eine Sühne zur Beendigung einer langen Fehde zwischen den Herren von Dalwigk und der Stadt Fritzlar geschlossen.
Um die Kirche gab es häufig Streit, da sie auf Kurmainzisch-Fritzlarer Gebiet stand, jedoch schon seit dem 13. Jahrhundert Pfarrkirche des zur Landgrafschaft Hessen gehörigen Dorfs Obermöllrich war und dies auch nach der Einführung der Reformation in der Landgrafschaft im Jahre 1527 blieb, als evangelische Prediger die Verwaltung der Pfarrei und der Landgraf das Patronat übernahmen.  1528 war Jost Runcke hier Prediger, und seine Predigten wurden von 300 bis 400 Fritzlarer Bürgern eifrig besucht. 1596 kam die Kirche endgültig zu Obermöllrich, das 1585 auch Sitz des Pfarrers wurde. Noch bis 1900 war sie Friedhofskirche der Gemeinde Obermöllrich. Bis zur Säkularisation des Fritzlarer Franziskanerklosters und dem Erwerb der ehemaligen Klosterkirche durch die dortige evangelische Gemeinde war die Fraumünsterkirche auch Pfarrkirche der evangelischen Bürger von Fritzlar.